# Championnats d'Europe de gymnastique rythmique 2015
Navigation
Bakou 2014 Holon 2016
Les 31es championnats d'Europe de gymnastique rythmique ont eu lieu à Minsk, en Biélorussie, du 1er mai au 3 mai 2015.

## Médaillées
| Épreuve                              | Or | Argent | Bronze                                                                                               |
| ------------------------------------ | --- | --- | --- |
| Seniors                              | | | |
| Équipe                               | Russie Yana Kudryavtseva Margarita Mamun Aleksandra Soldatova                                                               | Biélorussie Katsiaryna Halkina Melitina Staniouta                                                                           | Ukraine Viktoria Mazur Ganna Rizatdinova Eleonora Romanova                                           |
| Cerceau                              | Margarita Mamun RUS | Melitina Staniouta BLR | Katsiaryna Halkina BLR                                                                               |
| Ballon                               | Yana Kudryavtseva RUS | Margarita Mamun RUS | Melitina Staniouta BLR                                                                               |
| Massues                              | Yana Kudryavtseva RUS | Ganna Rizatdinova UKR | Katsiaryna Halkina BLR Melitina Staniouta BLR                                                        |
| Ruban                                | Yana Kudryavtseva RUS | Melitina Staniouta BLR | Marina Durunda AZE                                                                                   |
| Juniors                              | | | |
| Groupe : Concours général par groupe | Russie Ekaterina Fedorova Anastasia Kalabina Mariia Kravtsova Kseniia Poliakova Angelina Shkatova                           | Biélorussie Marharyta Avadzinskaya Alina Harnasko Anastasiya Rybakova Aliaksandra Saladukha Hanna Shvaiba Karyna Yarmolenka | Israël Ofir Dayan Adi Luiza Kurasov Kseniya Silin Nicol Voronkov Nicol Zelikman                      |
| Groupe : 5 ballons                   | Biélorussie Marharyta Avadzinskaya Alina Harnasko Anastasiya Rybakova Aliaksandra Saladukha Hanna Shvaiba Karyna Yarmolenka | Russie Ekaterina Fedorova Anastasia Kalabina Marija Kravtsova Ksenija Poliakova Angelina Shkatova                           | Bulgarie Teodora Aleksandrova Vivian Chernookova Madlen Radukanova Madlen Sergeeva Staniela Yovcheva |